# Сир ле Мело
Сир ле Мело (фр. Cires-lès-Mello) насеље је и општина у североисточној Француској у региону Пикардија, у департману Оаза која припада префектури Санлис.
По подацима из 2011. године у општини је живело 3593 становника, а густина насељености је износила 214,76 становника/km². Општина се простире на површини од 16,73 km². Налази се на средњој надморској висини од 37 метара (максималној 149 m, а минималној 32 m).

## Демографија
| 1962. | 1968. | 1975. | 1982. | 1990. | 1999. | 2011. |
| ----- | ----- | ----- | ----- | ----- | ----- | ----- |
| 1.411 | 1.490 | 1.884 | 2.992 | 3.458 | 3.585 | 3.593 |

График промене броја становника у току последњих година